# 转化生长因子-β

SMAD 信号通路

DAXX 信号通路

转化生长因子-β（Transforming growth factor beta，TGF-β）是一多功能蛋白质，可以影响多种细胞的生长，分化、细胞凋亡及免疫调节等功能，转化生长因子-β包括三个亚型，转化生长因子-β1，转化生长因子-β2和转化生长因子-β3。转化生长因子-β属于转化生长因子-β超家族蛋白。
转化生长因子-β可以结合到细胞表面的转化生长因子-β受体结合而激活其受体。转化生长因子-β受体是丝氨酸/苏氨酸激酶受体。其信号传递可以通过SMAD信号通路和/或DAXX信号通路。
在免疫、癌症、支氣管哮喘、肺纖維化、心臟病、糖尿病、遺傳性出血性毛細血管擴張、馬凡綜合徵、血管埃-當洛綜合徵、Loeys-Dietz綜合徵、柏金遜症、慢性腎臟疾病、多發性硬化症、和AIDS等疾病有密切關係

## 結構
不同的TGF-β異構體間在結構上具有很高比例的相似（大約70~80%）。
整個TGF-β家族皆編碼於一個巨大的蛋白前驅物上；TGF-β1具有390個胺基酸TGF-β2和TGF-β3具有412個胺基酸。
TGF-βN端皆具有一個長20~30個胺基酸序列作為訊號胜肽（TGF-β被分泌出細胞的訊號依據）也就是所謂的pro-region（latency associated peptide或稱為LAP）。
後面112-114個C端胺基酸序列則在蛋白前驅物被裂解（proteolytic cleavage）後為成為成熟的TGF-β分子
成熟的TGF-β次單元會形成25 kDa有活性的二聚體（dimer），其中許多保守結構（conserved structural motifs） 。其中一個例子：整個TGF-β家族都有9個 半胱胺酸，這9個半胱胺酸中8個會2個為一組 雙硫鍵形成cysteine knot，而這個結構即為整個TGF-β超家族的共同特徵，第9個半胱胺酸則會與另外一個次單元的半胱胺酸形成雙硫鍵產生雙聚體。
其他的TGF-β保守結構多為藉由疏水性交互作用（hydrophobic interactions）形成的二級結構。
第5跟第6個半胱胺酸之間含有最多胺基酸序列變異的區域，而這段區域即是TGF-β分子暴露在外，讓不同受體對不同TGF-β辨認結合的區域。

## 功能

### 細胞凋亡
TGF-β多利用SMAD、DAXX兩種途徑誘發細胞凋亡

### SMAD 途徑
SMAD途徑是TGF-β家族進行傳遞訊息的經典範例。
此途徑會經過以下步驟進行訊息傳遞
1. TGF-β雙聚體會結合到 type II 受體
2. type II受體會吸引並磷酸化type I受體
3. 磷酸化後的type I受體吸引並磷酸化regulated SMAD（R-SMAD）
4. 磷酸化後的R-SMAD會結合上common SMAD（coSMAD、SMAD4）並形成異元二聚體（heterodimeric complex）
5. 該異元二聚體會進入細胞核中作為多種基因表現的轉譯因子，包括利用8種途徑活化促分裂蛋白質激酶（mitogen-activated protein kinase）的產生，進而引發細胞凋亡。

而SMAD途徑本身被回饋作用所調控，SMAD6與SMAD7可結合上type I受體，造成該受體無法與R-SMAD結合導致訊息中斷

### DAXX 途徑
TGF-β也可能藉由死亡相關蛋白（death associated protein 6 (DAXX adapter protein)）啟動細胞凋亡程序
現在已知DAXX會與type II的TGF-β受體激酶結合影響接下來對type I受體的磷酸化

### 細胞週期
TGF-β在調控細胞週期中扮演很重要的角色
TGF-β促使細胞合成p15與p21蛋白，而這兩種蛋白會抑制可以把 Retinoblastoma protein (Rb) 蛋白磷酸化的 cyclin（細胞週期蛋白）：CDK 複合體。也因此 TGF-β 可以間接抑制 c-myc 這個促進 G1期繼續進行基因的表現。

### 免疫系統
1. TGF-β被認為能調控免疫系統中的Foxp3+調節T細胞：將effector T-cells(會攻擊腫瘤細胞)轉化成regulatory (suppressor) T-cells。以及能分化CD4+細胞中Foxp3+ Regulatory T cell 和 Th17 cells
2. TGF-β的存在會停止活化淋巴球、單核球這類的吞噬細胞

細胞的發展與分化
TGF-β在某些情況下可以作為漸變式（graded）型態發生素，造成未成熟的細胞可以進行不同功能性的分化

## 臨床意義

### 癌症
在正常的細胞，TGF-β會藉由訊息傳遞將細胞周期停止在G1期以停止細胞的增殖、分化或是增進細胞凋亡的程序。當正常細胞轉變成腫瘤細胞時，也就是一部分的TGF-β途徑突變時，TGF-β將無法控制細胞周期，細胞開始進行不正常的增殖。周圍的基質細胞（stromal cells ，例：成纖維細胞）亦會進行增殖。上述兩種細胞在此種環境會增加生產TGF-β，在TGF-β對免疫機制影響的條目中有提到，TGF-β會抑制免疫系統，除此之外也會促進血管新生，造成腫瘤更具侵略性。

### 心臟疾病
動物研究表明，膽固醇會抑制心血管細胞對TGF-β的回應進而造成TGF-β保護心血管細胞的能力下降，最後導致動脈粥狀硬化以及其他心臟疾病的發生。
利用Statins（HMG-CoA還原抑制劑）這種藥物會降低膽固醇濃度，其作用機制可能是藉由提升心血管細胞對TGF-β的回應並恢復TGF-β對心血管細胞的保護能力。

### Marfan 症候群
TGF-β這類的訊號傳遞在Marfan症候群中扮演主要的發病因子，此種疾病的特徵有以下幾種：
1. 具有不成比例的身高
2. 患者常有蜘蛛趾（arachnodactyly），指節長度比平均值更高出許多
3. 眼睛中的晶狀體異位（ectopia lentis）
4. 心臟方面的併發症如二尖瓣脫垂（mitral valve prolapse）、主動脈擴張（aortic enlargement）導致主動脈夾層（aortic dissection）產生的可能性

而這些併發症背後發病原理是因為患者無法合成第一型原纖維蛋白（fibrillin I），也就是彈性纖維（elastic fibers）的主成分。導致結締組織的病變。在對小鼠的實驗中，若對 Marfan患者施打TGF-β的拮抗劑會減緩上述症狀的產生，其機制為減少原纖維蛋白（fibrillin）對 TGF-β的吸附能力。

## 参看
- 转化生长因子
- 转化生长因子-β超家族

### 外部連結
- Description of the TGF beta producing genes at ncbi.nlm.nih.gov
- Diagram of the TGF beta signaling pathway at genome.ad.jp （页面存档备份，存于）
- The TGF-beta system （页面存档备份，存于） — Nature Reviews Molecular Cell Biology
- SMART：TGFB domain annotation （页面存档备份，存于） — European Molecular Biology Laboratory Heidelberg
- 醫學主題詞表（MeSH）：TGF-beta
- Biochemists Solve Structure Of TGF-Beta And Its Receptor. 2008 （页面存档备份，存于） Shows TGF-β3 dimer in TGFB-receptor.
- Measurement of Human Latent TGF-β1 （页面存档备份，存于）
- TGF beta pathway diagram （页面存档备份，存于）